# Vitodurania
Die Vitodurania ist eine 1863 gegründete Mittelschulverbindung der drei Kantonsschulen Im Lee, Rychenberg und Büelrain in Winterthur in der Schweiz. Die Schülerverbindung ist die älteste noch bestehende Schüler- und Studentenverbindung in Winterthur und auch älter als alle Studentenverbindungen der erst 1874 gegründeten Zürcher Hochschule für Angewandte Wissenschaften (ZHAW).

## Geschichte
Der Gymnasialverein Winterthur wurde am 29. Oktober 1863 von sechs Schülern des städtischen Gymnasiums in Winterthur gegründet. Am 20. Dezember 1862 änderte der Gymnasialverein Winterthur seinen Namen in Paideia (gr. παιδεία=paideia für Erziehung). Diese Namensänderung ist auf dem neu hinzugekommenen Zweck des Vereins zu begründen, nämlich der «Belehrung und Bildung seiner Mitglieder». Weiter wird beschlossen Farben zu tragen und zwar rot-weiss-blau. Rot-weiss für Winterthur, blau für den Kanton Zürich. Die Farben werden jedoch bereits Monate später (am 31. Mai 1864) mit der Aufnahme von vier weiteren Mitgliedern in blau-weiss-blau geändert.
Der Verein stützte sich nach der Gründung vorerst auf 31 Paragraphen und das Leitmotiv,  «Wissenschaftliches Streben und Selbständigkeit im Arbeiten durch belehrende und unterhaltende Übungen zu fördern und eine nähere Verbindung der Mitglieder anzuknüpfen». Zu den Aktivitäten des jungen Vereins gehörte eine wöchentliche Sitzung von zwei Stunden sowie das Verfassen eines Vereinsblatts mit dichterischen und humoristischen Arbeiten. Der erste Kontakt mit einer anderen Verbindung vollzog sich im August 1864 mit der Gymnasia Turicensis aus Zürich und war ein entscheidender Schritt zur Einführung studentischer Sitten und Bräuche in der noch jungen Verbindung Paideia. Die noch heute offizielle Devise litteris et amicitiae wird am 12. Oktober 1864 eingeführt. Übersetzt so viel wie «Bildung und Freundschaft» baut die Verbindung auch heute noch auf diesem Grundsatz auf. Am 8. Oktober 1865 gehört Paideia zu den Gründungsmitgliedern des Schweizerischen Gymnasialvereins.
Im Sommer 1866 hat die Verbindung die erste Krise. Das Rektorat des Gymnasiums verbietet wegen überbordender Fidelität das Kneipen nach elf Uhr sowie Kontakte zu anderen Verbindungen. Doch die Schüler halten schon wenig später das dritte Stiftungsfest im Stillen ab (am 5. Oktober desselben Jahres) und man trifft sich wieder zu besonderen Anlässen wie dem Weihnachtskommers oder einem Fackelzug zu Ehren des abtretenden Rektors Geilfus. Die seit 1866 verbotenen Treffen mit anderen Verbindungen leben wieder auf als 1869 Turn- und Fechtstunden eingeführt werden. Das Aufleben stösst jedoch auf Widerstand seitens der Lehrerkonvente in diversen Gymnasien und die Verbindung wurde unter Androhung der Auflösung gezwungen, unwürdige Mitglieder auszuschliessen, den Biercomment abzuschaffen sowie sämtliche Kontakte zu anderen Verbindungen zu unterlassen.

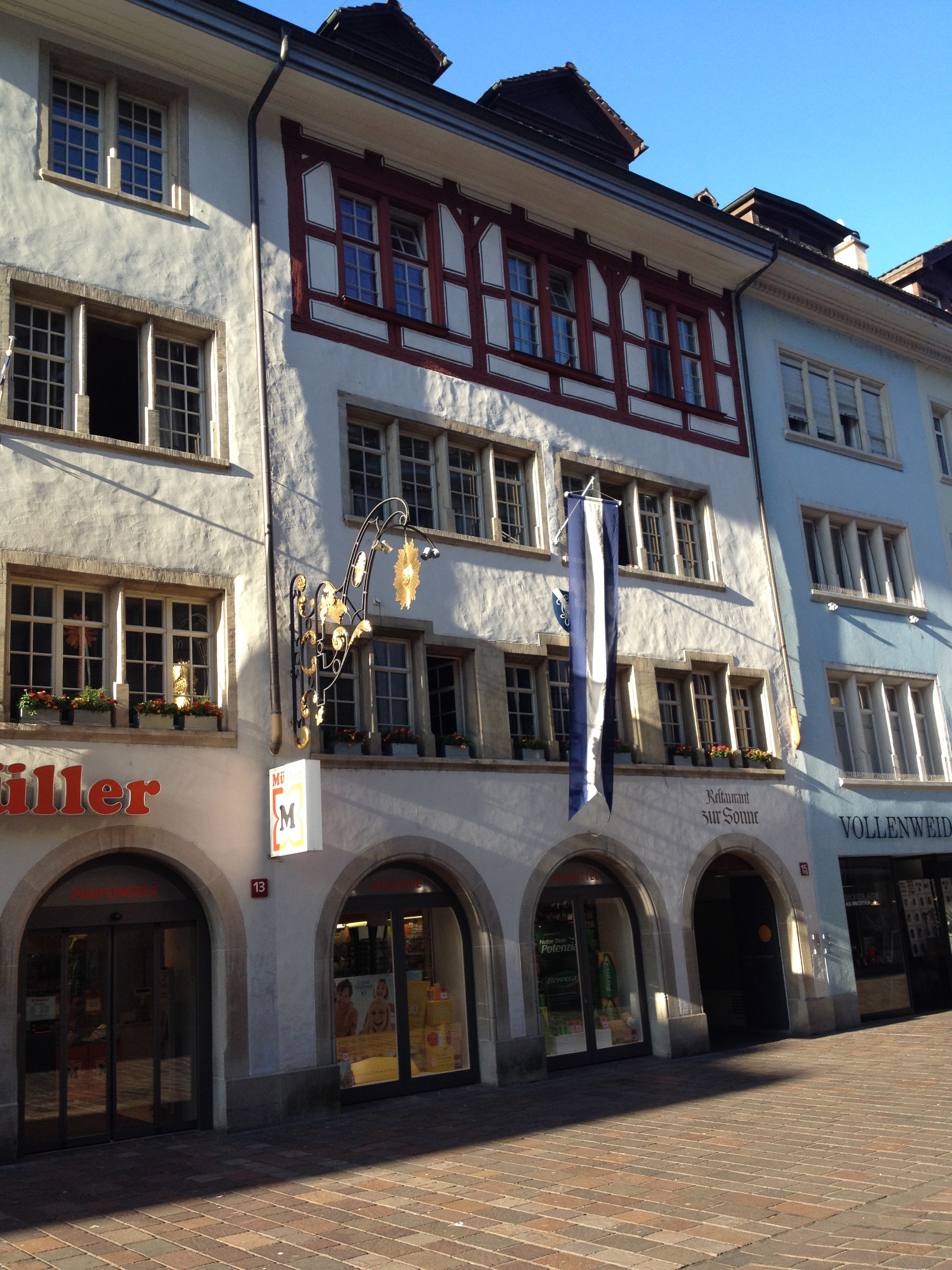
Seit 1892 das Stammlokal der Vito: Das verbindungseigene Haus zur Sonne

Acht Jahre nach der Gründung beschliesst der Verein 1871, sich Vitodurania (lat. Vitudurum für Winterthur) zu nennen und erhält damit seinen heutigen Namen. Durch Gerüchte über das Wirtshauslaufen und einen gedruckten Comment, der in die Hände des Schulrats kam, geriet Vitodurania erneut gegenüber der Lehrerschaft in Schwierigkeiten, konnte jedoch die Auflösung durch ein nachgeben nach aussen verhindern. 1882 löst sich der Schweizerische Gymnasialverband, der seit Jahren nur noch lose existiert hat, wieder auf. 1891 werden nach Auflösung der Industria 1890 (vor 1865 gegründet, danach jedoch verboten; Rekonstitution 1871) neu auch Industrieschüler in der Vitodurania zugelassen. 1892 wird die Sonne zum Stammlokal der Vitodurania und ist es mit einem Unterbruch von 1896 bis 1898 bis heute. 1896 umfasst Vitodurania aufgrund der Konkurrenz durch den Abstinenzler-Verbands Humanitas und eines wenigen Jahren zuvor gegründeten Schülerverein nur noch zwei Mitglieder, durch die Auflösung des Schülervereins kommt Vitodurania jedoch wieder zu Mitgliedern.
Die Alt-Vitodurania, der Altherrenverband der Vitodurania, wurde am 12. Oktober 1902 gegründet, Gründungspräsident war Eduard Sulzer-Ziegler. Es gab bereits zuvor im Mai 1885 in Zürich den Versuch der Gründung eines Altherrenverbands, der jedoch nicht Bestand hatte. Am 15. Juni 1919 wird das de facto bereits vorher bestehende Ostschweizer Kartell zwischen Scaphusia Schaffhausen, Rhetorika St. Gallen, Thurgovia und der Vitodurania offiziell gegründet, nachdem Thurgovia einen Aufnahmeantrag zum Kartell gestellt hat. Thurgovia tritt jedoch bereits 1926 wieder aus und wird erst 1946 wieder aufgenommen. 1999 wird das Stammlokal zur Sonne durch den vom Altherrenverband zu diesem Zwecke gegründeten Verein «Vito-Haus zur Sonne» gekauft und seither von diesem verwaltet.

## Organisation
Die Verbindung Vitodurania ist unterteilt in zwei grosse Verbände. Zum einen die Aktivitas und zum andern der Altherrenverband.

### Aktivitas
Zum Verband der Aktivitas gehören alle aktiven Mitglieder. Sie organisieren Anlässe und kümmern sich um die laufenden Aktivitäten der Verbindung. Die Aktivitas setzt sich zusammen aus den Burschen, den Fuxen und Spefuxen.
In der Vitodurania gibt es, wie auch in vielen anderen Verbindungen, eine Hierarchie und einen Lebensweg, der durchlaufen wird. Der Neuling beginnt als Spefux ohne Rechte und Pflichten; er ist Gast. In dieser Phase gewinnt er Einsicht in das Wesen der Verbindung und kann sich zum Beitritt entscheiden. Nach einer Taufe wird er zum Fuxen und tritt offiziell in die Vitodurania ein. Hiermit erhält er auch seinen Vulgo. Nun muss er vor allem eine Reihe von Pflichten wahrnehmen, die den aktiven Alltag der Verbindung erhält. Der Fuxe hat so gut wie keine Rechte, er kann normalerweise keine Ämter bekleiden, ist dem Fuxmajoren unterstellt und hat kein Stimmrecht an einer Biergemeinde. Die Fuxenzeit dient auch dem Kennenlernen der Verbindung, weshalb die Fuxen auch eine gewisse Narrenfreiheit geniessen.
Am Ende der Fuxenzeit muss der Fuxe die Burschenprüfung ablegen, um Bursche zu werden. Die Prüfung umfasst eine Befragung über die Hintergründe und das Aktivleben der Verbindung, sowie in der Vitodurania eine Kantusprüfung, auf welche im Schnitt 50 Kantüsser auswendig gelernt werden müssen. Der Bursche hat wesentlich mehr Rechte und weniger Pflichten als der Fux. Er hat ein Stimmrecht, darf Ämter bekleiden und muss nicht mehr zwingend Anlässe organisieren oder sich um das aktive Vereinsleben kümmern. Die Burschenzeit beginnt meist nach Abschluss des Gymnasiums und dient der Konzentration auf das Studium. Sie dauert ein Jahr, bis der Bursche zum Altherr wird.

### Altherrenverband
Der Verband der Altherren (auch Verband der Alten Herren) ist die letzte Station eines Verbindungsmitgliedes. Die Altherren unterstützen den Verein vor allem finanziell. Sie sind von allen Pflichten enthoben und geniessen das Ansehen und den Respekt der gesamten Aktivitas. Altherr ist man ein ganzes Leben lang, was auch ein Grundsatz der Verbindung Vitodurania ist; eine Verbindung fürs Leben. Zurzeit sind über 300 Mitglieder der Vitodurania dem Altherrenverband angeschlossen.

## Ämter
Es gibt diverse Ämter in der Aktivitas. Zu oberst ist der Präsident (Präses), welcher die Aktivitas leitet und delegiert. Danach kommen andere Burschen, welche diverse Ämter bekleiden:
- Cantusmagister: Zuständig dafür, den Fuxen Kantüsser beizubringen und meistens auch derjenige, der Kantüsser anstimmt.
- Turnmagister: Erst vor kurzem wieder aktiviert, sorgt der Turnmagister für weitergehende sportliche Aktivitäten des Vereins und organisiert diese.
- Quästor und Aktuar: Diese beiden Ämter werden nicht selten von ein und derselben Person bekleidet.
- Fuxmajor: Das wahrscheinlich wichtigste Amt in der Aktivitas, er ist für Ausbildung und Erziehung der Füxe zuständig.[11]

## Bekannte Mitglieder
Bekannte ehemalige, bereits verstorbene Mitglieder der Vitodurania sind: der Mäzen Theodor Reinhart, der Mitbegründer des Handelshaus Volkarts Johann Georg Volkart, der Unternehmer und Politiker Eduard Sulzer-Ziegler, National- und Stadtrat Robert Bühler, Nationalbankpräsident Gottlieb Bachmann, der Kunstsammler Arthur Hahnloser, der Dichter Hans Reinhart, der Psychoanalytiker Gustav Bally, der Journalist und Ständerat Oskar Wettstein und der Kunstmaler Rudolf Zender. Ehemalige Mitglieder der Verbindung waren ebenfalls die inzwischen verstorbenen Winterthurer Stadtpräsidenten Hans Sträuli, Hans Widmer und Hans Rüegg.
Archivar der Vitodurania war der Studentenhistoriker Peter Hauser. Ebenfalls im Vorstand des Altherrenverbands ist der Zürcher Kantonsrat Dieter Kläy.